# Иртышская зона смятия
Иртышская зона смятия (ИЗС) — крупная тектоническая структура в Зайсанской геосинклинальной системе на Алтае. В пределах Казахстана простирается и северо-западном направлении на 450 км от аула Теректи (Теректыбулак?) Куршимского района Восточно-Казахстанской области до Западно-Сибирской равнины. Ширина от 200—300 м до 15—20 км. Впервые исследована геологом В. П. Нехорошевым (1932), который описал зону и составил её карту. ИЗС разбита системой пересекающихся трещин. В краевых частях зоны горные породы смяты в сложные складки, подвергнуты сильной метаморфизации, в результате которой образовались кристаллические сланцы, амфиболиты, гнейсы. Время образования — нижний палеозой. Зона является природной границей между хребтами Рудного Алтая и хребтами Калба, Нарым. Вдоль ИЗС расположены крупные медно-колчеданные месторождения (Белоусовское, Берёзовское, Николаевское и др.).